# Langues du centre des Salomon
Les langues du centre des Salomon sont une petite famille hypothétique de langues papoues parlées aux Salomon. Des linguistes comme Stephen Wurm ont proposé une hypothétique famille de langues papoues orientales réunissant les langues du centre des Salomon avec d’autres familles de langues papoues, mais cette hypothèse a été abandonnée.

## Liste des langues
Les quatre langues rattachées à la famille du centre des Salomon sont :
- le bilua, parlé à Vella Lavella
- le lavukaleve, parlé aux îles Russell
- le savosavo, parlé à Savo
- le touo, parlé à Rendova

## Fiabilité de la famille de langues
Selon Wegener (2013), l'existence d'un lien phylogénétique entre ces quatre langues reste difficile à prouver, et ne peut être, dans le meilleur des cas que lointain. Wegener considère que ces langues doivent sans doute être davantage vues comme les restes des langues parlées aux Salomon avant l'arrivée des Austronésiens.